# ادلفوزین
ادلفوزین (به انگلیسی: Edelfosine) یک آلکیل لیزوفسفولیپید صنعتی با شناسه پاب‌کم ۱۳۹۲ است. 